# Metoclopramidă
Metoclopramida (denumit și metoclopramid) este un medicament folosit în special pentru probleme de stomac și esofag. Acesta este frecvent utilizat pentru a trata și preveni greața și vărsăturile, pentru a ajuta la golirea stomacului la persoanele cu gastropareză și la boala de reflux gastroesofagian. De asemenea, este utilizat pentru a trata migrenele.
Printre efectele secundare comune se numără senzația de oboseală, diareea și agitația. Reacții adverse mai grave sunt tulburările de mișcare precum diskinezia tardivă, sindromul neuroleptic malign și depresia. Este foarte rar recomandat ca oamenii să ia medicamentul pentru mai mult de 12 săptămâni. Nu a fost găsită nici o dovadă a unui efect negativ după consumul de către femeile însărcinate. Substanța aparține grupului de medicamente cunoscute sub numele de antagoniști ai receptorilor de dopamină și funcționează drept prokinetic.
În 2012, metoclopramida fost unul dintre cele 100 cele mai prescrise medicamente în Statele Unite. Se află pe Lista medicamentelor esențiale ale Organizației Mondiale a Sănătății, cele mai sigure și cele mai eficiente medicamente necesare într-un sistem de sănătate. Este disponibil sub formă de medicament generic. Costul en gros în lumea în curs de dezvoltare în 2014 a fost de 0,003-0,08 dolari americani per tabletă. În Statele Unite, costul medicamentului pentru o lună este, în general, sub 25 de dolari. În 2016 s-a numărat printre top 250 cele mai prescrise medicamente din Statele Unite, cu peste 1 milion de rețete.

## Utilizări medicale

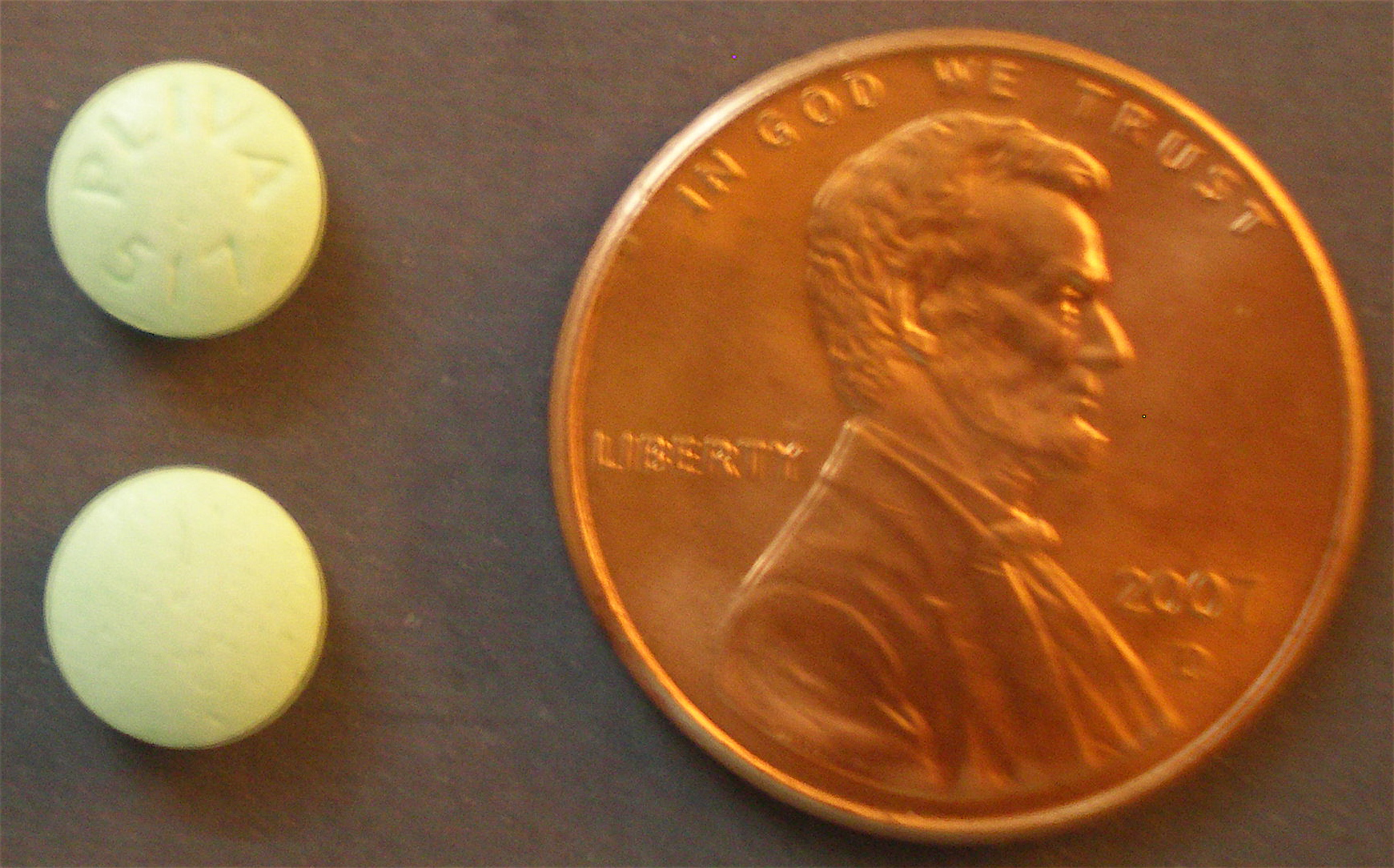
Tablete de 5 mg de metoclopramid

### Greață
Metoclopramida este frecvent utilizată pentru a trata greața și vărsăturile asociate cu tulburări precum uremie, sindromul iradierii, cancer și efectele chimioterapiei, travaliu, infecție și droguri emetogene. Ca anti-emetic perioperatoriu, doza eficace este de obicei 25-50 mg (comparativ cu doza uzuală de 10 mg).
De asemenea, este utilizat în timpul sarcinii, ca a doua alegere pentru tratamentul hyperemesis gravidarum (greață și vărsături de sarcină severe).
În plus, este utilizat preventiv de către unii paramedici atunci când transportă persoane care sunt conștiente și imobilizate spinal.

### Migrenă
În migrene, metoclopramid poate fi folosit în combinație cu paracetamol (acetaminofen) sau în combinație cu aspirina.

### Gastropareză
Dovezile sprijină și utilizarea sa pentru gastropareză, o afecțiune care provoacă golirea slabă a stomacului, iar începând cu 2010 este singurul medicament aprobat de FDA pentru această tulburare.
De asemenea, este utilizat în boala de reflux gastroesofagian.

### Alăptare
În timp ce metoclopramid este folosit pentru a încerca creșterea producției de lapte matern, nu există dovezi pentru eficiența acestui efect. De asemenea, siguranța utilizării în acest context este neclară.

## Contraindicații
Metoclopramid este contraindicat în feocromocitom. Acesta ar trebui să fie utilizat cu prudență în boala Parkinson, deoarece, ca antagonist al dopaminei, poate agrava simptomele. Utilizarea pe termen lung ar trebui să fie evitată la persoanele cu depresie clinică, deoarece poate agrava starea mentală. Este contraindicat la persoanele cu suspiciune de obstrucție intestinală, în epilepsie, dacă stomacul a fost golit în ultimele trei sau patru zile, dacă persoana a avut hemoragie, perforație sau blocaj de stomac și la nou-născuți.
Siguranța medicamentului a fost revizuită de către Agenția Europeană a Medicamentului în anul 2011, care a stabilit că acesta nu ar trebui să fie prescris în doze mari pentru perioade de mai mult de cinci zile sau administrat copiilor sub vârsta de 1 an. S-a sugerat că utilizarea la copiii mai mari ar trebui să fie limitată la tratarea greței și vărsăturilor post-chimioterapie sau post-chirurgicale și chiar și atunci numai pentru pacienții la care alte tratamente au eșuat. Pentru adulți, se recomandă limitatarea utilizării la tratarea migrenelor și la pacienții post-chimioterapie sau post-chirurgicali.

### Sarcină
Metoclopramid a fost mult timp folosit în toate etapele de sarcină, fără dovezi ale afectării mamei sau a fătului. În SUA, medicamentul a fost clasificat în categoria B cu privire la sarcină de către FDA. Un studiu de cohortă mare pe copii născuți de femei israeliene expuse la metoclopramid în timpul sarcinii nu a găsit dovezi că medicamentul crește riscul de malformații congenitale, greutate mică la naștere, naștere prematură sau mortalitate perinatală. Un studiu de cohortă mare din Danemarca nu a găsit nici o asociere între expunerea la metoclopramid și avortul spontan. Metoclopramidul este excretat în laptele matern.

### Sugari
Un studiu sistematic a identificat o gamă largă de rezultate raportate pentru tratamentul boala de reflux gastroesofagian la sugari, dar a concluzionat că nu există dovezi suficiente sau convingătoare pentru siguranța și eficacitatea tratamentului acestei boli.

## Efecte secundare

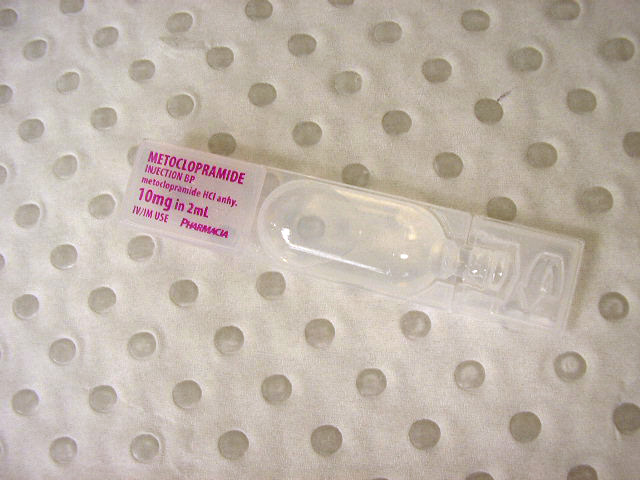
Fiolă de plastic cu metoclopramid

Reacții adverse la medicament asociate cu metoclopramid terapie sunt neliniștea (acatizie) și distonia focală. Reacții rare includ hipertensiunea arterială, hipotensiunea arterială, hiperprolactinemia care duce la galactoree, dureri de cap și efecte extrapiramidale, precum crize oculogire.
Metoclopramid ar putea fi cea mai frecventă cauză a tulburărilor de mișcare induse de medicamente. Riscul de efecte extrapiramidale este crescut la persoanele de sub 20 de ani, precum și la doze mari sau tratament prelungit. Diskinezia tardivă poate persista și deveni ireversibilă la unele persoane. Majoritatea rapoartelor de diskinezie tardivă apar la persoanele care au folosit metoclopramid pentru mai mult de trei luni. În consecință, FDA a recomandat ca metoclopramid să fie utilizat pentru tratament pe termen scurt, de preferință sub 12 săptămâni. În 2009, FDA a impus tuturor producătorilor de metoclopramid să includă un avertisment încadrat în negru cu privire la riscul de diskinezie tardivă la utilizarea cronică sau în doze mari.
Reacțiile distonice pot fi tratate cu benzatropină, difenhidramină, trihexifenidil sau prociclidină. Simptomele dispar de obicei după ce difenhidramina este injectată intramuscular. Agenții din clasa benzodiazepinelor pot fi de ajutor, dar beneficiile sunt de obicei modeste, iar efectele secundare ale sedării și slăbiciunii poate fi problematice.
În unele cazuri, acatizia cauzată de metoclopramid este direct legată de perfuzare, atunci când medicamentul este administrat intravenos. Efectele secundare sunt de obicei observate în primele 15 minute de după administrare.

### Reacții adverse rare
Diabetul zaharat, vârsta și sexul feminin sunt factori de risc care cresc probabilitatea de confruntare cu efecte secundare neuropsihiatrice la metoclopramid.
- Panică[36]
- Tulburare depresivă majoră
- Agorafobie
- Agranulocitoză, tahicardie supraventriculară, hiperaldosteronism, sindrom neuroleptic malign, acatizie și diskinezie tardivă[18][32].

## Farmacologie

### Farmacodinamică
Se presupune că metoclopramid se leagă de receptorii dopaminei D<sub id="mw7g">2</sub> cu afinitate nanomolară (Ki = 28.8 nM), pentru care este antagonist, și este și un amestec de antagonist al receptorilor 5-HT3/agonist al receptorilor 5-HT4.

#### Mecanism de acțiune
Acțiunea antiemetică a metoclopramidului se datorează activității antagoniste asupra receptorilor D2 din zona de declanșare chemoreceptorilor din sistemul nervos central — această acțiune previne greața și vărsăturile declanșate de cei mai mulți stimuli. La doze mai mari, activitatea antagonistului 5-HT3 poate contribui de asemenea la efectul antiemetic. 
Activitatea gastroprokinetică a metoclopramidului este mediată de activitatea muscarinică, activitatea antagonistă asupra receptorilor D2 și activitatea agonistă asupra receptorilor 5-HT4. Efectul gastroprokinetic în sine poate contribui de asemenea la efectul antiemetic. Metoclopramidul crește tonusul sfincterului esofagian inferior.
Metoclopramidul ar putea influența starea de spirit din cauza acțiunii blocante asupra 5-HT4 și 5-HT3.

## Chimie
Metoclopramidul este o benzamidă substituită. Cisaprida și mosaprida sunt înrudite structural.

## Istoric
Metoclopramidul fost descris pentru prima dată de Louis Justin-Besançon și Charles Laville în 1964, în timp ce lucrau la îmbunătățirea proprietăților anti-disritmice ale procainamidei. Același proiect de cercetare a dus și la producerea sulpiridei. Primele studii clinice au fost publicate de Tourneu et al. în 1964 și de Bisson și Albot în 1966. Justin-Besançon și Laville lucrau pentru Laboratoires Delagrange și această companie a pus pe piață medicamentul sub numele de Primperan în 1964. Laboratoires Delagrange a fost achiziționată de către Synthelabo în 1991, care în cele din urmă a devenit parte a Sanofi.
A.H. Robins a pus medicamentul pe piața din SUA sub denumirea comercială Reglan în 1979 ca injectabil, iar ca formă orală a fost omologat în anul 1980. În 1989, A.H. Robins a fost achiziționată de către American Home Products, care și-a schimbat numele în Wyeth în 2002.
Medicamentul a fost folosit inițial pentru a controla greața la persoane cu dureri de cap sau migrene grave, mai târziu pentru greața cauzată de radioterapie și chimioterapie, iar după aceea pentru greața cauzată de anestezie. În SUA, forma injectabilă a fost aprobată pentru greața indusă de chimioterapie, iar forma orală a fost în cele din urmă aprobată pentru boala de reflux gastroesofagian.
A devenit utilizat pe scară largă în anii 1980, devenind cel mai frecvent utilizat medicament pentru a trata greața indusă de anestezie și pentru a trata gastrita în unitățile de urgență.
Primele versiuni generice au fost introduse în 1985.
La începutul anilor 1980 au început să apară în studii de farmacovigilență din Suedia, în care se raporta că medicamentul cauzează diskinezie tardivă la unii pacienți. FDA a cerut adăugarea unui avertisment referitor la diskinezia tardivă în prospect în 1985: „diskinezia tardivă . . . se poate dezvolta la pacienții tratați cu metoclopramid” și a avertizat împotriva folosirii mai mult de 12 săptămâni, deoarece atât au durat testele. În 2009, FDA a impus ca o avertizare încadrată în negru să fie adăugată la prospect.

## Uz veterinar
Metoclopramid este, de asemenea, frecvent utilizat pentru a preveni vărsăturile la câini și pisici. Este utilizat și ca stimulent intestinal la iepuri.